# Salle d'armes
Une salle d'armes désigne une pièce de château où se tient la garde, ainsi que des salles de sport spécialisées dans la pratique de l'escrime ou du tir à l'arc.

## Salles d'armes historiques
Historiquement, la salle d'armes était une pièce réservée à la garde et à son armement. Il en existe dans la plupart des châteaux, comme au château de Cheverny.

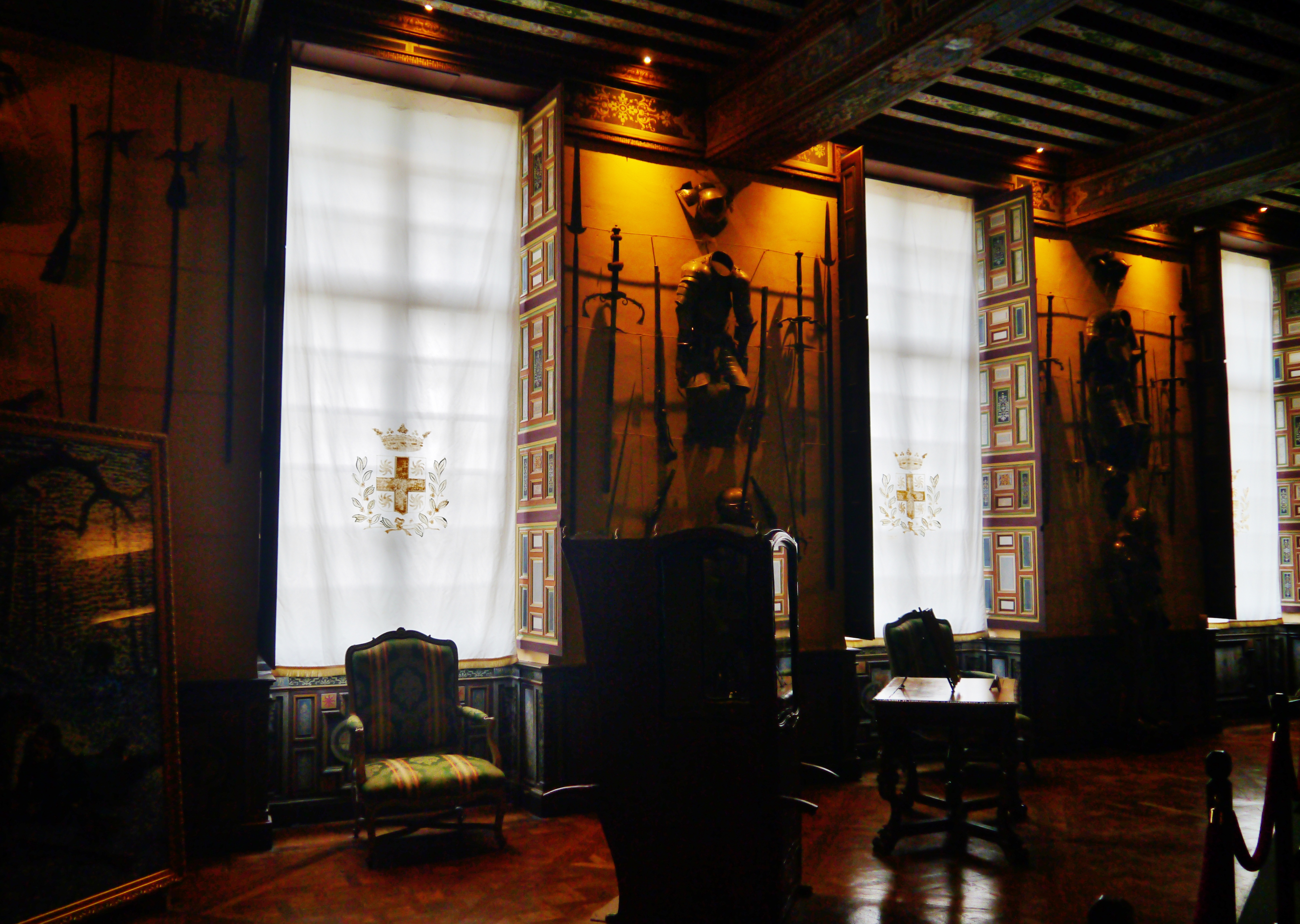
Château de Cheverny.
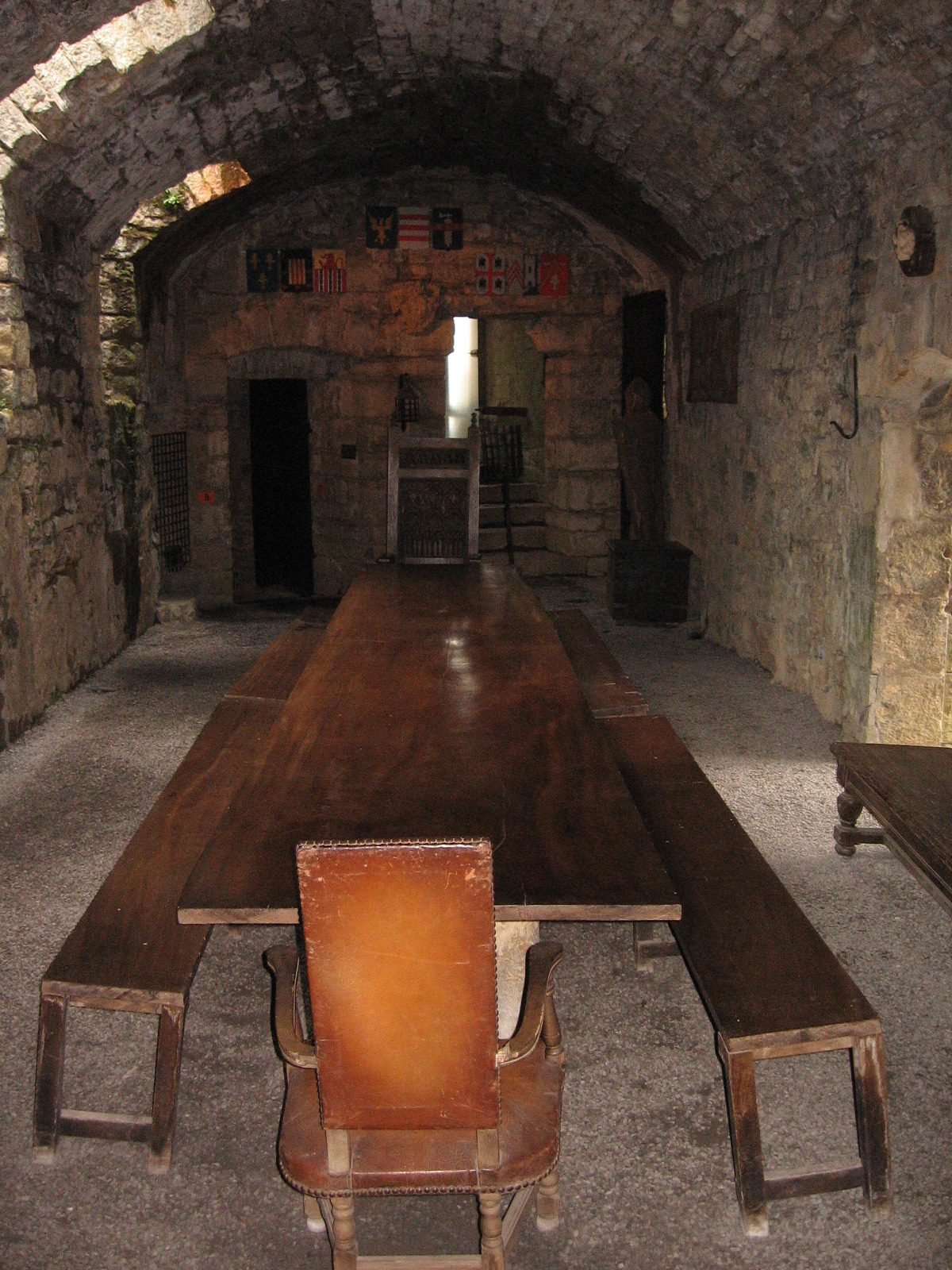
Château de Montcornet.
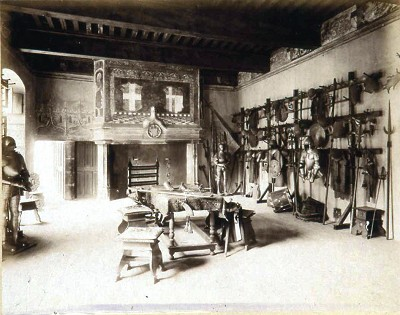
Château d'Issogne.
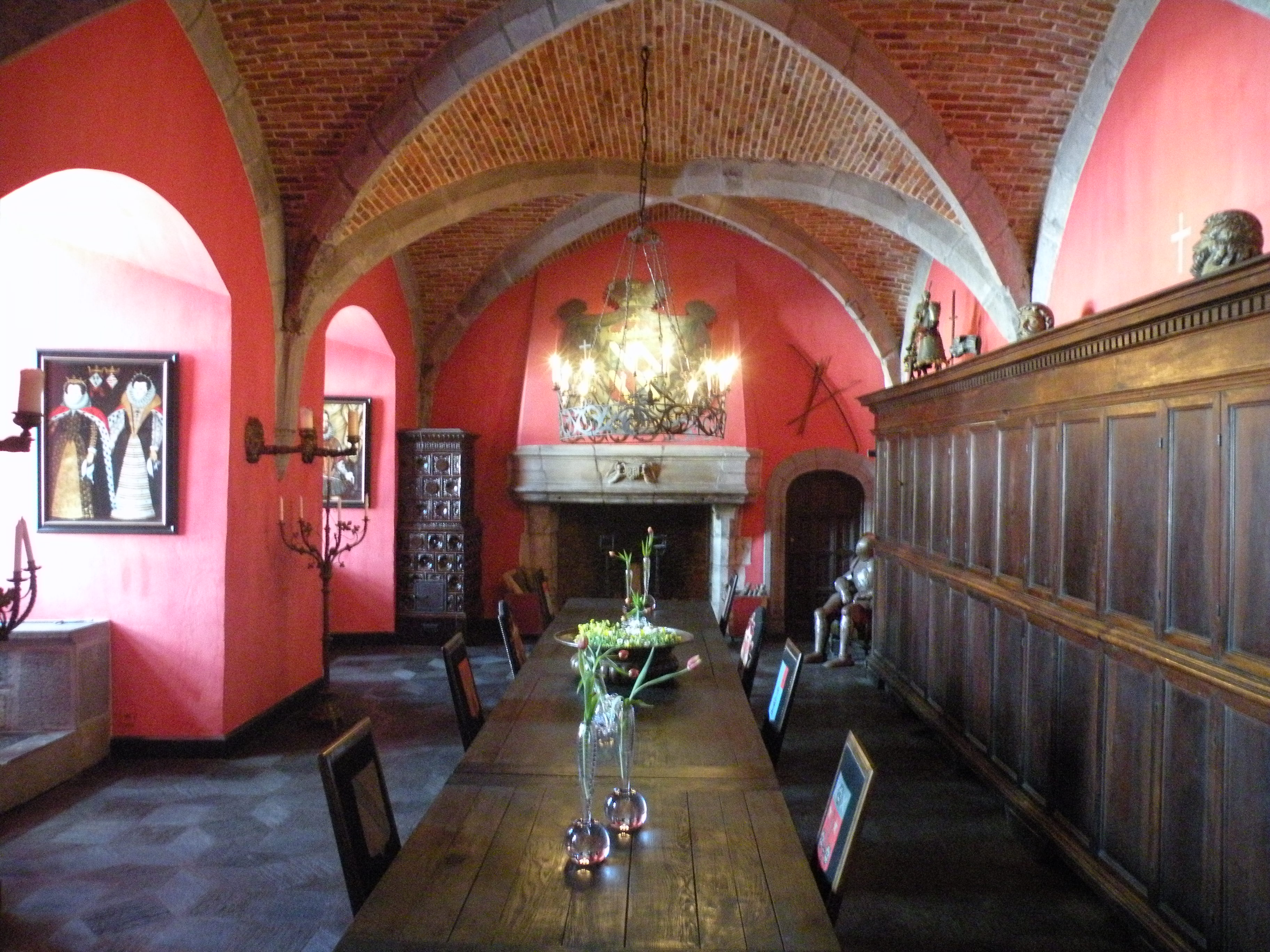
Château de Chimay.
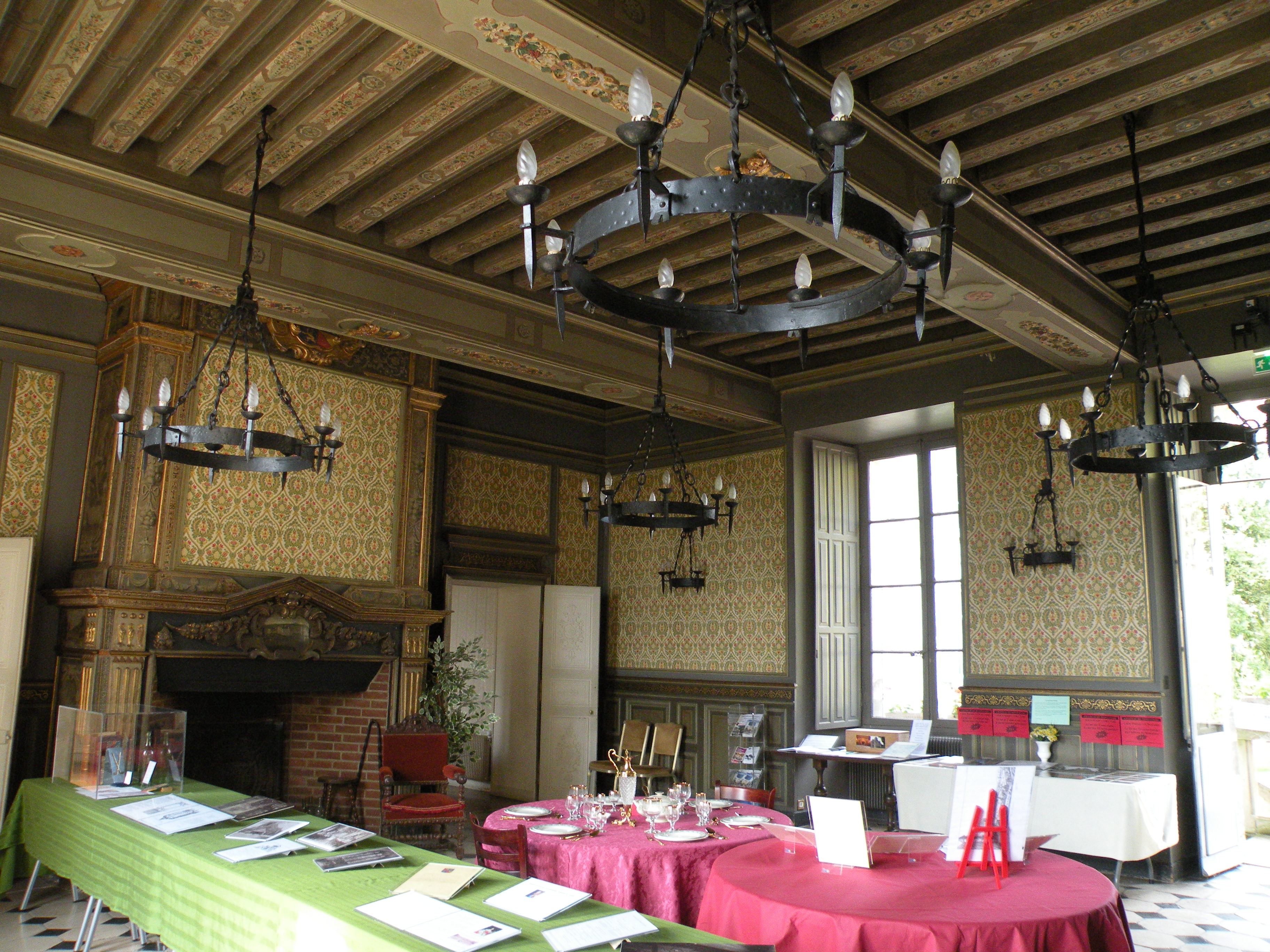
Château de Montataire.

## Salle d'armes pour l'escrime sportive
Une salle d'armes est le nom d'une salle spécialisée dans la pratique de l'escrime sportive. Elle se distingue d'un complexe sportif habituel par la présence de pistes sur le sol. Ces pistes sont longues de 14 mètres et larges de 1,50 mètre à 2 mètres. La plupart des salles modernes sont aussi équipées de matériel spécifique pour la signalisation des touches. Elle comporte parfois des miroirs pour permettre aux escrimeurs de s'entraîner et d'améliorer leur technique.

## Salle d'armes pour le tir à l'arc
Dans la pratique du tir à l'arc, certains clubs, souvent les plus anciens, appelés Compagnie d'arc, possèdent une salle d'armes dans leurs infrastructures. Celles-ci sont notamment utilisées pour le montage des arcs, le stockage du matériel et l'exposition des trophées.